# Leptis Minor
Leptis Minor o també Leptis Parva (grec antic: Λέπτις ἡ μίκρα) va ser una ciutat de la costa de la Bizacena, situada a uns 25 km al sud-est d'Hadrumetum o Adrumetum. El seu nom consta a l'Itinerari d'Antoní i a la Taula de Peutinger.
Va ser una colònia fenícia de la ciutat de Tir, de les més importants d'aquella costa, i després va caure sota influència cartaginesa, que la van convertir en la capital del districte anomenat Emporiae i la ciutat era tan rica que segons Titus Livi pagava a Cartago un talent diari (agafant el patró d'Eubea).
Conquerida Cartago la ciutat va passar a dependre de Roma. El seu nom era Leptis Minor o Parva, nom que li van posar els autors clàssics per evitar confusions amb l'altra Leptis, la Leptis Magna. Era una ciutat lliure i després en temps de Plini el Vell potser va ser una colònia romana, però no se sap amb seguretat, ja per que les monedes trobades no es coneix si es refereixen a aquesta ciutat o a Leptis Magna. Queden unes ruïnes de la ciutat de no gaire extensió.